# Liolaemus chlorostictus
Liolaemus chlorostictus — вид ігуаноподібних ящірок родини Liolaemidae. Мешкає в Аргентині і Болівії.

## Поширення і екологія
Liolaemus chlorostictus мешкають на північному заході аргентинської провінції Жужуй, а також трапляються на крайньому півдні Болівії. Вони живуть на високогірних луках пуна. Зустрічаються на висоті понад 3500 м над рівнем моря. Ведуть наземний спосіб життя, є всеїдними і живородними.